# عبد الملك بن رفاعة
عبد الملك بن رفاعة بن خالد بن ثابت الفهمي المصري تولي إمارة مصر من قبل الوليد بن عبد الملك بعد وفاة قرة بن شريك العبسي، في شهر ربيع الآخر سنة 96 هـ على الصلاة، فلم يكن بعد ولايته إلا أيام ومات الوليد بن عبد الملك وتخلف أخوه سليمان بن عبد الملك فأقره سليمان على عمل مصر، فدام على ذلك وحسنت سيرته، وكان عفيفًا عن الأموال دينًا وفيه عدل في الرعية وكان ثقة أمينًا فاضلًا روى عنه الليث بن سعد وغيره.
كان المتولي في أيام عبد الملك بن رفاعة على خراج مصر أسامة بن زيد التنوخي وعلى الشرطة أخاه الوليد بن رفاعة. ولما مات سليمان بن عبد الملك وتولى عمر بن عبد العزيز الخلافة، عزل أسامة بن زيد قبل دفن سليمان، وأقر عبد الملك بن رفاعة على عمله بمصر مدة ثم عزله بأيوب بن شرحبيل الأصبحي في شهر ربيع الأول سنة 99 هـ.